# Michael Kimmelman
Michael Kimmelman (New York, 8 maggio 1958) è un giornalista, scrittore e critico d'arte statunitense autore di punta per il New York Times.

## Biografia
Nato e cresciuto nel Greenwich Village, è figlio di un medico attivista per i diritti civili. Ha studiato al College di Yale e si è laureato in storia dell'arte presso l'Università di Harvard.

Pianista classico, ancora attivo, ha iniziato a lavorare come critico musicale per la stampa, per dedicarsi, successivamente, all'arte.
Autore prolifico, ha scritto di artisti quali: Richard Serra, Michael Heizer, Lucian Freud, Raymond Pettibon, Matthew Barney e gli architetti Shigeru Ban e Oscar Niemeyer.

È stato ospite di vari programmi televisivi e nel film My Kid Could Paint That diretto da Amir Bar-Lev nel 2007.

## Opere
- The Accidental Masterpiece: On the Art of Life and Vice Versa (Penguin Press, 2005);
- Portraits: Talking with Artists at the Met, the Modern, the Louvre, and Elsewhere (Random House, 1998);
- Oscar Niemeyer (Assouline, 2009);
- More Things Like This (McSweeney's/Chronicle Books, 2009).